# Franz von Lenbach

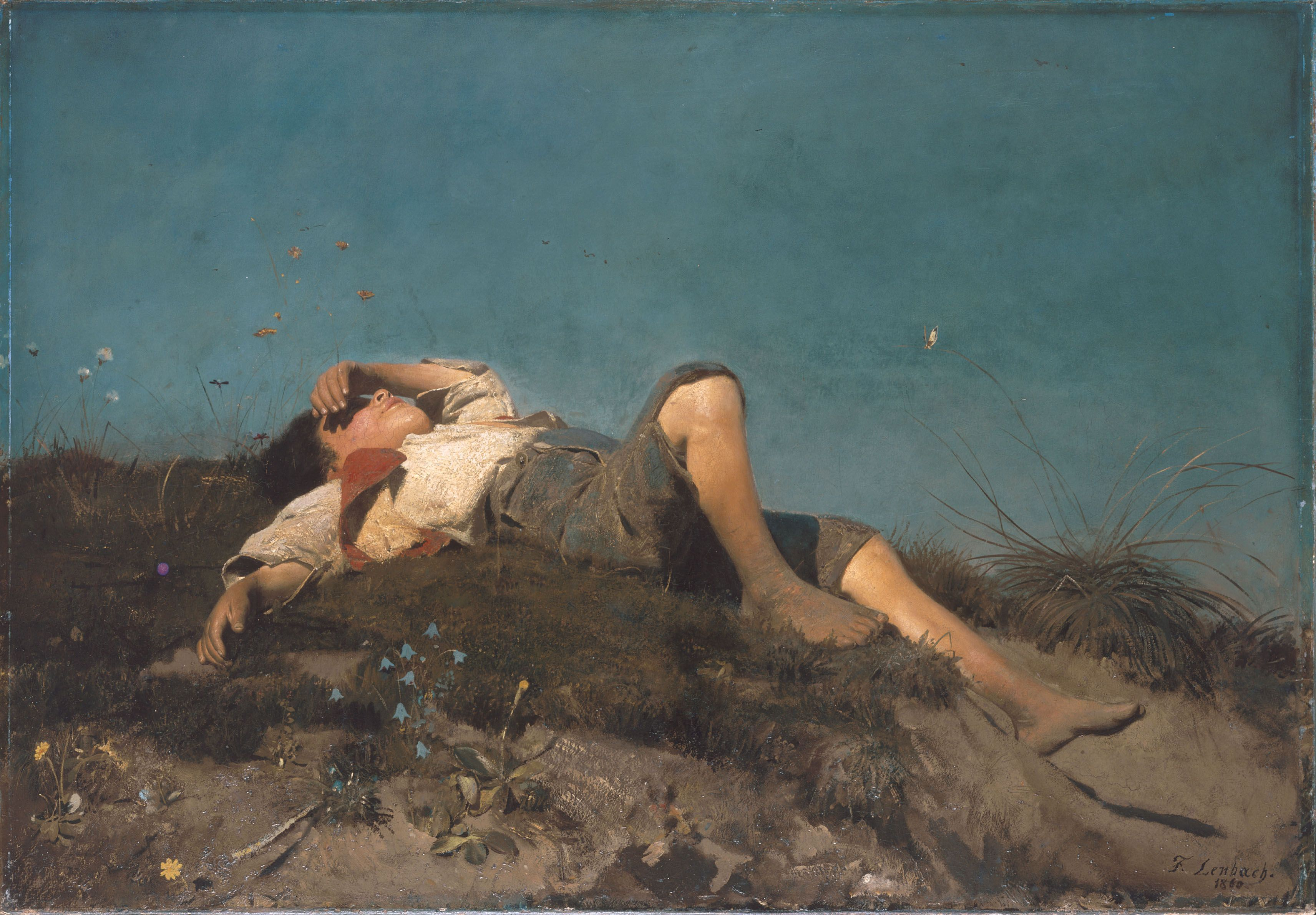
Giovane pastore, 1860

Franz von Lenbach (Schrobenhausen, 13 dicembre 1836 – Monaco di Baviera, 6 maggio 1904) è stato un pittore tedesco, specializzato in ritratti.

## Biografia
Per assecondare i desideri del padre s'iscrisse alla Scuola di arti e mestieri di Landshut e lì studiò, dal 1847 al 1852, anno in cui entrò al Politecnico di Augusta (Germania). Visse a Monaco di Baviera, nella villa italiana che apriva ogni giorno a visitatori, ai quali mostrava le sue ultime creazioni. Alla pittura giunse tardi, nel 1857, quando s'iscrisse all'Accademia di belle arti di Monaco. Si distinse per il dipinto Contadini che fuggono sotto un temporale.
Fece ritratti all'imperatore Guglielmo I, al re di Prussia, al principe Otto von Bismarck e al maresciallo prussiano Helmuth Karl Bernhard von Moltke.
Compì viaggi di studio in Italia e in Fiandra, assimilando l'arte di Tiziano, del Giorgione e dei pittori fiamminghi del Seicento. Realizzava copie di tele celebri. A Roma, dove si fermò nel 1858-1859, era in compagnia di Karl Theodor von Piloty, che era stato suo maestro all'Accademia. Tornò a Roma nel 1863-1864, per eseguire su commissione copie di quadri famosi e celebrati. Per un breve periodo fu anche a Madrid, per copiare tele di Velazquez.
Nelle sue opere rendeva molto scura la tonalità del fondo, in modo tale che la luce si concentrasse sul viso (o su gambe e braccia) della persona ritratta, per dare così maggiore risalto al soggetto del dipinto.
Eseguì un ritratto di papa Leone XIII che tuttavia lo rifiutò, considerandolo di qualità scadente: Lenbach aveva dipinto il papa nell'istante in cui si alzava e nei suoi occhi era concentrata la luce. Il dipinto fu esposto a Monaco, nella Galleria Moderna, accanto ad un ritratto di Bismarck e a quello di Ignaz Döllinger, teologo cattolico. Secondo Lenbach le tre figure rappresentano tre forze: l'azione, il pensiero, la politica. Divenne membro dell'Accademia di belle arti di Berlino (1883) e di Anversa (1891).
Il Lenbach era considerato un pittore di maniera, perché ripeteva la stessa tipologia di ritrattoː ma egli rappresentava le persone usando un fine intuito psicologico e sapeva dipingere una personalità in forma aulica, esattamente come il suo committente desiderava essere ritratto.
Sua allieva fu la pittrice austriaca Elise Ransonnet-Villez. Opere di Franz von Lenbach sono conservate nella Galleria Lenbach, a Monaco di Baviera, creata in quella che un tempo era la sua abitazione.